# LOWA ES6
LOWA ES6 – prototypowy trolejbusowy pojazd członowy, zaprezentowany w NRD w 1955 r. Łączył w sobie napęd elektryczny i sprawdzoną już ideę piętrowych naczep autobusowych. Zestaw wyprodukowany przez zakłady LOWA nie mógł jednak trafić do produkcji seryjnej, m.in. dlatego, że na mocy decyzji Rady Wzajemnej Pomocy Gospodarczej z 1957 r. NRD mogła importować wyłącznie czechosłowackie trolejbusy Škoda.

## Historia
Zestaw o długości niemal 15 metrów zbudowano w 1953 r. w VEB Kraftfahrzeugwerk „Ernst Grube” Werdau, a wyposażenie elektryczne pochodziło z firmy Lokomotivbau Elektrotechnische Werke „Hans Beimler” Hennigsdorf. Zestaw, przeznaczony dla Berliner Verkehrsbetriebe (BVG) w Berlinie Wschodnim, testowany był na linii trolejbusowej w Zwickau od kwietnia 1955.
W październiku 1955 został wprowadzony do eksploatacji w berlińskim BVG. Ciągnik siodłowy otrzymał numer 2001, a naczepa 201. Zestaw kursował głównie na śródmiejskiej linii O40, a jego obsługę stanowił zawsze specjalnie przeszkolony personel. Po wycofaniu zestawu z eksploatacji ciągnik przebudowano na holownik.

## Konstrukcja

ES6 na linii O40 na Robert-Koch-Platz, 1961

ES6 miał 62 miejsca siedzące (42 na pokładzie górnym i 20 na pokładzie dolnym) oraz 42 miejsca stojące (trzy na górze i 39 na dole).
Ponieważ ze względów technicznych nie można było wykorzystać zwykłego mechanizmu odbieraka, ciągnik wyposażono w układ pneumatyczny do podłączania i zdejmowania pałąków. Ciągnik wykazywał duże podobieństwo do trolejbusu typu LOWA W602a pod względem konstrukcyjnym, na przykład jego przód był identyczny. Ponadto posiadał pomocniczy silnik spalinowy, który napędzał prądnicę wytwarzającą napięcie 130 V prądu stałego i umożliwiającą manewrowanie z niewielką prędkością. Poza tym ciągnik wyposażono układ wentylatorów, który latem kierował świeże powietrze do naczepy. Zimą powietrze ogrzewano za pomocą elektrycznego wymiennika ciepła.